# ラモン・ミエレス
ラモン・ナサレノ・ミエルス（Ramón Nazareno Miérez , 1997年5月13日 - ）は、アルゼンチン・チャコ州レシステンシア出身のサッカー選手。プルヴァHNL・NKオシエク所属。ポジションはFW。

## クラブ経歴
2016年にCAティグレのトップチームに昇格。同年4月6日のラシン・クルブ戦でプロデビュー。5月16日のCAサルミエント戦で、プロ初ゴールを記録。その後2018-19シーズンはクロアチア・プルヴァHNLのNKイストラ1961でローン移籍でプレーし、22試合9ゴールを決めた。
2019年6月14日、スペイン・プリメーラ・ディビシオンのデポルティーボ・アラベスと契約。8月5日にCDテネリフェへの1年間のローン移籍が発表された。
2020年8月27日、NKオシエクに期限付き移籍。その後完全移籍となった。

## 代表経歴
2017年にエクアドルで開催された南米ユース選手権に、U-20のアルゼンチン代表として出場した。